# 얀 드우고시
틀:Expand Polish
얀 드우고시(Jan Długosz, 1415년 12월 1일 – 1480년 5월 19일)는 라틴어로는 요하네스 롱기누스로도 알려져 있으며, 폴란드의 사제, 연대기 작가, 외교관, 병사이자 크라쿠프의 즈비그니에프 올레시니츠키 주교의 비서였다. 그는 폴란드 최초의 역사가로 여겨진다.

## 삶

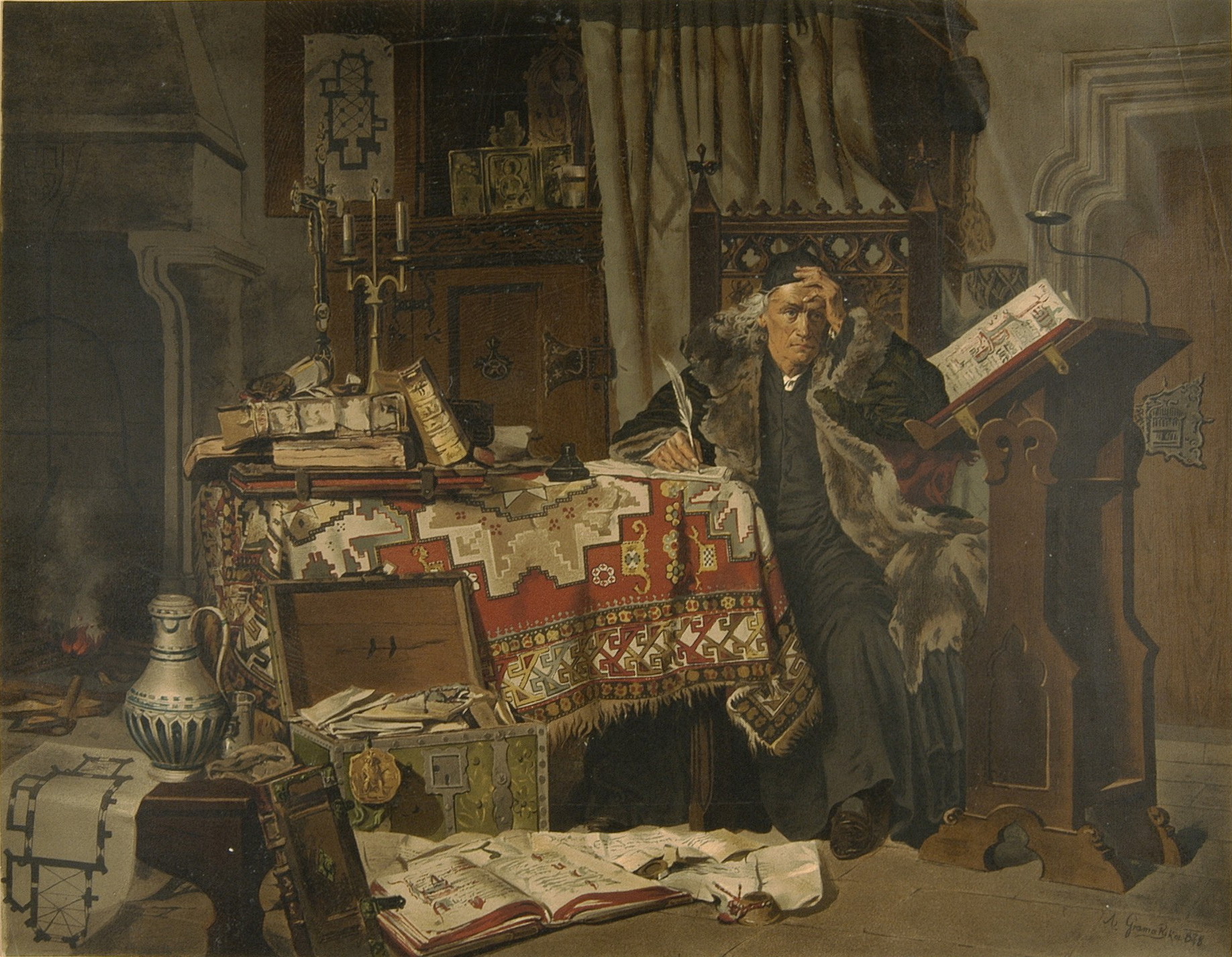
안토니 그라마티카의 얀 드우고시

얀 드우고시는 12권으로 구성된 그의 저서 폴란드 왕국의 연대기 (Annales seu cronici incliti regni Poloniae)로 가장 잘 알려져 있는데, 이 책은 965년부터 그가 사망한 1480년까지 남동부와 서유럽 전역의 사건들을 다루며 원래 라틴어로 쓰여졌다. 드우고시는 중세 연대기의 특징과 인문주의 역사학의 요소를 결합했다. 폴란드 왕국의 역사를 쓰기 위해 드우고시는 현재까지 전해지지 않는 루테니아 연대기들(그중에는 11세기 키이우 연대기 모음집 중 프셰미실판 약 1100년경과 프셰미실 주교 연대기 모음집 1225년~40년도 포함되었을 수 있음)을 사용했다.
그의 작품은 1701년에서 1703년 사이에 처음 인쇄되었다. 이 작품은 원래 얀 셰리가 인쇄소에서 얀 슈쳉스니 헤르부르트의 자금 지원을 받아 도브로밀에서 인쇄되었다. 얀 드우고시는 책에서 자신을 언급할 때마다 3인칭으로 서술한다. 그는 비니아바 문장에 속했다.
드우고시는 크라쿠프의 정치사제였고, 그곳에서 드우고시의 집에 살면서 크라쿠프 대학교에서 교육을 받았다. 그는 폴란드의 카지미에시 4세에 의해 교황 및 제국 궁정에 외교 사절로 파견되었고, 13년 전쟁 (1454년~66년)과 평화 협상 동안 튜턴 기사단과의 국왕 협상에 참여했다.
학자 체헬의 산디보기우스가 크라쿠프를 떠났을 때, 그의 친구인 드우고시는 그가 대학과 계속 연락을 유지하도록 도왔다.
1434년, 드우고시의 삼촌이자 크워부츠크의 첫 목회자는 그를 그곳의 성 마르틴 교회의 정치사제 자리를 인계받도록 임명했다. 이 도시는 실레시아의 오폴레 영토에 속했지만 최근 브와디스와프 2세 야기에우오에게 정복되었다. 드우고시는 1452년까지 머물렀고 그곳에 있는 동안 성당 수도원을 설립했다.
1450년, 드우고시는 할샤니의 소피아 여왕과 카지미에시 국왕에 의해 후녀디 야노시와 보헤미아 귀족 얀 이스크라 간의 평화 협상을 진행하기 위해 파견되었고, 6일간의 회담 끝에 그들이 휴전에 서명하도록 설득했다.
1455년 크라쿠프에서 화재가 발생하여 도시와 성의 대부분이 파괴되었지만 드우고시의 집은 피해를 면했다.
1461년, 드우고시를 포함한 폴란드 대표단은 실레시아의 비톰에서 포데브라디의 이르지의 사절단과 만났다. 6일간의 회담 끝에 그들은 두 세력 간의 동맹을 체결했다. 1466년, 드우고시는 브로츠와프의 교황 특사에게 파견되어 특사가 튜턴 기사단에 편향되지 않았다는 확신을 얻으려 했다. 그는 성공했고, 1467년에는 왕의 아들을 가르치는 임무를 맡았다.
드우고시는 프라하 대교구 제안을 거절했지만, 사망 직전 르비우 대주교로 지명되었다. 이 지명은 그가 사망한 지 2주 후인 1480년 6월 2일에 교황 식스토 4세에 의해서만 확정되었다.
1448년에 쓰여진 그의 작품 Banderia Prutenorum은 1410년 타넨베르크 전투를 묘사한 것으로, 이 전투는 그룬발트와 스템바르크 마을 사이에서 벌어졌다.
그의 삶의 어느 시점에 드우고시는 비간트 폰 마르부르크의 크로니카 노바 프루테니카를 중세 고지 독일어에서 라틴어로 느슨하게 번역했지만, 많은 실수와 이름 및 장소의 혼동이 있었다.

## 작품
- Liber beneficiorum dioecesis Cracoviensis
- Annales seu cronicae incliti Regni Poloniae (폴란드 왕국의 연대기)

Roczniki, czyli kroniki sławnego Królestwa Polskiego (연대기의 새로운 폴란드어 번역, 1961년~2006년)
The Annals of Jan Dlugosz (이 작품의 주요 부분 영어 번역, ISBN 1-901019-00-4)
- Historiae Polonicae libri xii (폴란드 역사, 12권; 1455년~80년 집필; 1711년~12년 2권으로 첫 출판)
- Banderia Prutenorum, 깃발 책, 1448년 또는 그 직후에 스타니스와프 두린크([[:pl:{{{3}}}|폴란드어판]])가 채색 삽화를 그릴 때 완성.

## 같이 보기
- 얀 드우고시 상
- 폴란드의 역사
- 산도미에시의 드우고시의 집